# Entomoliva
Entomoliva là một chi ốc biển, là động vật thân mềm chân bụng sống ở biển trong họ Olividae.

## Các loài
Các loài thuộc chi Entomoliva bao gồm:
- Entomoliva incisa Bouchet & Kilburn, 1991[2]
- Entomoliva mirabilis Bouchet & Kilburn, 1991[3]